# خورخي بينوس
خورخي بينوس هو لاعب كرة قدم إكوادوري في مركز حراسة المرمى، ولد في 8 أكتوبر 1989 في غواياكيل في الإكوادور. لعب مع نادي برشلونة.

## وصلات خارجية
- خورخي بينوس على موقع قاعدة بيانات كرة القدم.إي يو (الإنجليزية)
- خورخي بينوس على موقع Soccerway.com (الإنجليزية)
- خورخي بينوس على موقع عالم كرة القدم.نت (الإنجليزية)